# Gunnel Lindberg
Gunnel Elisabet Lindberg, född 20 oktober 1949 i Säffle, är en svensk jurist och tidigare åklagare. Hon är sedan 2017 ordförande för Säkerhets- och integritetsskyddsnämnden och är flitigt anlitad som särskild utredare.

## Biografi
Lindberg avlade juris kandidatexamen 1973. Hon gjorde tingstjänstgöring 1973–1975. År 1976 anställdes hon som åklagare i Göteborg. Hon utsågs till länsåklagare i Norrbottens län 1983 och statsåklagare i Västerås 1985. Parallellt var hon sakkunnig i Justitiedepartementet 1982–1988. År 1988 anställdes Lindberg som byråchef hos Riksåklagaren. Två år senare bytte hon till motsvarande befattning hos Justitieombudsmannen. Mellan 1990 och 1994 var hon åter hos Riksåklagaren som tillsynsbyråchef. Från 1994 var hon överåklagare. Från 2017 har hon varit ordförande för Säkerhets- och integritetsskyddsnämnden.
Lindberg har skrivit boken Straffprocessuella tvångsmedel som kommit ut i fem upplagor på Norstedts Juridik.

## Statlig utredare
Lindberg har flitigt anlitats som särskild utredare. Följande utredningar har letts av Lindberg:
- Utredningen Kustbevakningens befogenheter (Fö 2007:02)[7]
- Egendomsskyddsutredningen (Ju 2012:10)[8]
- Utredningen om 2016 års dataskyddsdirektiv (Ju 2016:06)[9]
- Utredningen om utlänningsärenden med säkerhetsaspekter (Ju 2018:08)[10]
- Eppoutredningen (Ju 2019:10)[10]
- Tullbefogenhetsutredningen (Fi 2021:04)[11]
- 2022 års vapenutredning (Ju 2022:04)[12]
- Utredningen om tvångsmedel mot underåriga (Ju 2023:12)[12]
- Utredningen om skärpta regler för unga lagöverträdare (Ju 2023:13)[12]

## Referens
1. 1 2  Gunnel Lindberg (75), Altinget, läs online, läst: 12 augusti 2025.[källa från Wikidata]
2. ↑  läs online, www.sakint.se , läst: 4 januari 2022.[källa från Wikidata]
3. ↑  Regeringen tilldelar sju personer regeringens medalj, regeringen.se, läs online, läst: 12 augusti 2025.[källa från Wikidata]
4. ↑   Vem är det: Svensk biografisk handbok 2001. https://runeberg.org/vemardet/2001/0693.html
5. ↑  ”Säkerhets- och integritetsskyddsnämndens ledamöter”. Säkerhets- och integritetsskyddsnämnden. Arkiverad från originalet den 5 december 2017. https://web.archive.org/web/20171205164153/http://www.sakint.se/Naemnden.html. Läst 5 december 2017.
6. ↑  ”Straffprocessuella tvångsmedel”. Norstedts Juridik. https://shop.nj.se/products/straffprocessuella-tvangsmedel-1. Läst 12 augusti 2025.
7. ↑  Skr. 2008/09:103
8. ↑  Skr. 2014/15:103
9. ↑  Skr. 2017/18:103
10. 1 2  Skr. 2020/21:103
11. ↑  Skr. 2023/24:103
12. 1 2 3  Skr. 2024/25:103